# Yokohama F. Marinos
Yokohama F. Marinos är en fotbollsklubb från Yokohama i Japan. Laget spelar för närvarande (2020) i den högsta proffsligan J1 League.

## Titlar
- J-League:
  - Japanska mästare (5): 1995, 2003, 2004, 2019, 2022
- Yamazaki Nabisco Cup: 
  - 2001

## Placering tidigare säsonger
| År   | Liga | M  | Po | V  | O  | F  | Pl      | Notering |
| ---- | ---- | -- | -- | -- | -- | -- | ------- | -------- |
| 1993 | J    | 36 | -  | 21 | -  | 15 | 4 / 10  |          |
| 1994 | J    | 44 | -  | 22 | -  | 22 | 6 / 12  |          |
| 1995 | J    | 52 | 98 | 32 | -  | 20 | 1 / 14  | Vinnare  |
| 1996 | J    | 30 | 63 | 21 | -  | 9  | 3 / 16  |          |
| 1997 | J    | 32 | 60 | 23 | -  | 9  | 3 / 17  |          |
| 1998 | J1   | 34 | 64 | 22 | -  | 12 | 4 / 18  |          |
| 1999 | J1   | 30 | 53 | 18 | 3  | 9  | 5 / 16  |          |
| 2000 | J1   | 30 | 54 | 18 | 1  | 11 | 2 / 16  |          |
| 2001 | J1   | 30 | 30 | 9  | 5  | 16 | 13 / 16 |          |
| 2002 | J1   | 30 | 55 | 19 | 4  | 7  | 2 / 16  |          |
| 2003 | J1   | 30 | 58 | 17 | 7  | 6  | 1 / 16  | Vinnare  |
| 2004 | J1   | 30 | 59 | 17 | 8  | 5  | 1 / 16  | Vinnare  |
| 2005 | J1   | 34 | 48 | 12 | 12 | 10 | 9 / 18  |          |
| 2006 | J1   | 34 | 45 | 13 | 6  | 15 | 9 / 18  |          |
| 2007 | J1   | 34 | 50 | 14 | 8  | 12 | 7 / 18  |          |
| 2008 | J1   | 34 | 48 | 13 | 12 | 9  | 9 / 18  |          |
| 2009 | J1   | 34 | 46 | 11 | 13 | 10 | 10 / 18 |          |
| 2010 | J1   | 34 | 51 | 15 | 6  | 13 | 8 / 18  |          |
| 2011 | J1   | 34 | 56 | 16 | 8  | 10 | 5 / 18  |          |
| 2012 | J1   | 34 | 53 | 13 | 14 | 7  | 4 / 18  |          |
| 2013 | J1   | 34 | 62 | 18 | 8  | 8  | 2 / 18  |          |
| 2014 | J1   | 34 | 51 | 14 | 9  | 11 | 7 / 18  |          |
| 2015 | J1   | 34 | 55 | 15 | 10 | 9  | 7 / 18  |          |
| 2016 | J1   | 34 | 51 | 13 | 12 | 9  | 9 / 18  |          |
| 2017 | J1   | 34 | 59 | 17 | 8  | 9  | 5 / 18  |          |
| 2018 | J1   | 34 | 41 | 12 | 5  | 17 | 12 / 18 |          |

- M: Antal matcher spelade, Po Antal poäng, V Vunna matcher, O Oavgjorda matcher, F Förlorade matcher, Pl Placering i tabellen/antal lag

## Trupp 2022
Aktuell 23 april 2022.
| Nr | Land      | Pos | Namn                 |
| -- | --------- | --- | -------------------- |
| 1  | Japan     | MV  | Yohei Takaoka        |
| 2  | Japan     | F   | Katsuya Nagato       |
| 4  | Japan     | F   | Shinnosuke Hatanaka  |
| 5  | Brasilien | F   | Eduardo              |
| 6  | Japan     | MF  | Kota Watanabe        |
| 7  | Brasilien | A   | Élber                |
| 8  | Japan     | MF  | Takuya Kida (kapten) |
| 9  | Brasilien | A   | Léo Ceará            |
| 10 | Brasilien | A   | Marcos Júnior        |
| 11 | Brasilien | A   | Anderson Lopes       |
| 14 | Japan     | MF  | Kaina Yoshio         |
| 16 | Japan     | MF  | Joel Chima Fujita    |
| 17 | Japan     | A   | Ryo Miyaichi         |
| 18 | Japan     | MF  | Kota Mizunuma        |
| 19 | Japan     | F   | Yuki Saneto          |

| Nr | Land  | Pos | Namn                  |
| -- | ----- | --- | --------------------- |
| 23 | Japan | A   | Teruhito Nakagawa     |
| 24 | Japan | F   | Tomoki Iwata          |
| 25 | Japan | F   | Ryuta Koike           |
| 26 | Japan | F   | Yuta Koike            |
| 27 | Japan | F   | Ken Matsubara         |
| 28 | Japan | MF  | Riku Yamane           |
| 29 | Japan | F   | Ko Ikeda              |
| 30 | Japan | A   | Takuma Nishimura      |
| 32 | Japan | MV  | Tomoki Tagawa         |
| 33 | Japan | F   | Ryotaro Tsunoda       |
| 34 | Japan | MV  | Hirotsugu Nakabayashi |
| 35 | Japan | MF  | Ryonosuke Kabayama    |
| 36 | Japan | F   | Yusuke Nishida        |
| 39 | Japan | A   | Talla Ndao            |
| 50 | Japan | MV  | Powell Obinna Obi     |

## Tidigare spelare
| - Shunsuke Nakamura - Yoshikatsu Kawaguchi - Yuji Nakazawa - Takashi Inui - Masashi Oguro - Masami Ihara - Naoki Matsuda - Takayuki Suzuki - Shoji Jo - Jungo Fujimoto - Nobutoshi Kaneda - Takeshi Koshida - Shinji Tanaka - Shinobu Ikeda - Kazushi Kimura - Koichi Hashiratani - Takashi Mizunuma - Toru Sano - Hiroshi Hirakawa - Toshinobu Katsuya - Takahiro Yamada | - Tetsuji Hashiratani - Shigetatsu Matsunaga - Kenta Hasegawa - Katsuo Kanda - Masaharu Suzuki - Kenichi Shimokawa - Ryuji Michiki - Norio Omura - Wagner Lopes - Masahiro Ando - Takashi Hirano - Tomoyuki Hirase - Yoshiharu Ueno - Daijiro Takakuwa - Eisuke Nakanishi - Yasuhiro Hato - Yuzo Kurihara - Daisuke Oku - Atsuhiro Miura - Tatsuhiko Kubo - Hayuma Tanaka | - Daisuke Sakata - Koji Yamase - Kazuma Watanabe - Naohiro Ishikawa - Mike Havenaar - Manabu Saito - Yasuhito Endo - Seigo Narazaki - Masaki Yokotani - Masaaki Kato - Osamu Maeda - Masanao Sasaki - Yasuharu Sorimachi - Hiroshi Hirakawa - Yoshiro Moriyama - Naoto Otake - Masakiyo Maezono - Motohiro Yamaguchi - Yasuhiro Hato - Atsuhiro Miura - Ramón Díaz | - Néstor Gorosito - Alberto Acosta - Ramón Medina Bello - David Bisconti - Gustavo Zapata - Julio César Baldivieso - Rôni - Magrão - Marques - César Sampaio - Zinho - Evair - Edu Marangon - Quenten Martinus - Jaime Rodríguez - Goran Jurić - Paulo Futre - Igor Lediakhov - Dušan Petković - Ion Andoni Goikoetxea - Julio Salinas |